# 프랑스 원자력 및 대체에너지 위원회

원자력청의 옛날 로고

프랑스 원자력 및 대체에너지 위원회 혹은 프랑스 원자력 및 대체에너지청 (프랑스어: Commissariat à l'énergie atomique et aux énergies alternatives, CEA) (구 프랑스 원자력 위원회 혹은 원자력청)은 프랑스의 공공연구소 중 하나로 원자력 분야 기초과학 및 공학 연구를 담당한다. 원자력산업의 현상개선, 장래의 원자력에너지의 발전, 핵 폐기물 취급에 대한 해결책을 연구하고, 바이오기술, 마이크로 전자공학, 나노기술 등의 개발과 물리와 화학분야 연구를 추진하는 것 등을 목적으로 두고 있다. 핵무기 개발에도 관계된 활동도 하고 있다.
2012년 연 예산은 47억 유로로 약 16 000명의 직원들이 재직중이다.  CEA는 아레바 (Areva)의 최대주주이다.
2009년 12월, 프랑스 니콜라 사르코지 전 대통령에 의해 기존 명칭인 원자력 위원회(프랑스어: Commissariat à l’énergie atomique)에 대체 에너지(프랑스어: énergies alternatives)를 추가한 원자력 및 대체에너지 위원회 (프랑스어: Commissariat à l’énergie atomique et aux énergies alternatives)로 이름이 바뀌었다. 2010년 3월 10일부터 원자력 및 대체에너지 위원회로 불리고 있다.
2016년 로이터통신은 논문과 특허현황 등을 분석한 결과를 토대로 프랑스 원자력 및 대체에너지 위원회를 '세계에서 가장 혁신적인 연구기관'으로 선정했다.

## 구성
CEA는 4 부서로 나뉘어있다.
- direction de l'énergie nucléaire - DEN (François Gauché)
- direction des applications militaires - DAM (François Geleznikoff)
- direction de la recherche technologique - DRT (Stéphane Siebert)
- direction des sciences de la matière|direction de la recherche fondamentale - DRF (Vincent Berger)

CEA 연구소는 2000년 대규모 재편성을 실시했다. 새로운 세계 에너지 문제에 관련된 연구를 효율적으로 담당하기 위해 국방, 원자력, 기술연구와 기초연구의 4개 섹트를 중심으로 재편성되었고 원자력안전방호연구소(IPSN)는 CEA로부터 분리되었다.

## 같이 보기
- 레이저 메가줄